# Strobilanthes quadrifaria
Strobilanthes quadrifaria är en akantusväxtart som först beskrevs av Nathaniel Wallich och Christian Gottfried Daniel Nees von Esenbeck, och fick sitt nu gällande namn av Yun Fei Deng. Strobilanthes quadrifaria ingår i släktet Strobilanthes och familjen akantusväxter. Inga underarter finns listade i Catalogue of Life.